# Lissosculpta glaucosignata
Lissosculpta glaucosignata là một loài tò vò trong họ Ichneumonidae.